# Bernardo di San Pietro in Vincoli
Bernardo di San Pietro in Vincoli, noto anche come Bernardo lucchese (XII secolo – Roma, 1204), è stato un cardinale e diplomatico italiano.

## Biografia
Viene detto Bernardo lucchese da Scipione Ammirato, molto probabilmente perché appartenente alla Congregazione di San Frediano di Lucca, dato che non vi sono evidenze o documenti che confermino la sua origine dalla città toscana. Il 12 marzo 1188 papa Clemente III lo nominò cardinale diacono con il titolo di Santa Maria Nuova. Sottoscrisse le bolle papali emesse tra il 12 aprile 1188 e il 17 febbraio 1191 e tra il 9 maggio 1191 e il 26 febbraio 1193. Partecipò all'elezione papale del 1191, che elesse papa Celestino III.
All'inizio del 1193 fu promosso a cardinale presbitero di San Pietro in Vincoli. Sottoscrisse le bolle papali emesse tra il 5 marzo 1193 e il 10 settembre 1197 e tra il 20 marzo 1199 e il 19 aprile 1204.
Nel 1195 fu nominato legato papale per la Provenza con il compito di riformare il monastero di Saint-Victor a Marsiglia; nello stesso periodo indirizzò un documento al capitolo della cattedrale di Nizza, per confermare gli statuti del capitolo stesso e per porre termine alle controversie tra i canonici e l'arciprete. Nel marzo 1196 era nuovamente in Curia. Successivamente fu ancora legato papale e visitò numerose diocesi in Lombardia e nel Delfinato: il 10 marzo è documentata la sua presenza a Crest, il 26 agosto a Saint-Pierre-en-Valais, il 30 agosto a Saint-Pierre-de-Clages e il 15 novembre a Grenoble.
Nel 1197 fu inviato in Toscana come legato a latere per assistere Pandolfo da Lucca nella formazione della Lega Toscana, che fu stipulata l'11 novembre dello stesso anno. Non vi aderì però la città di Pisa, che fu per questo posta sotto interdetto dai due legati. Papa Innocenzo III non gradì, tuttavia, né gli statuti della Lega (che egli riteneva non garantissero i diritti della Santa Sede sulla Toscana) né l'eccessivo zelo con cui i due legati avevano lanciato l'interdetto sui pisani. Ordinò quindi di rimuovere l'interdetto e di riformulare l'alleanza, alla quale stavolta aderì anche Pisa.
A Pandolfo e Bernardo fu poi ordinato di recarsi a Spoleto, dove la popolazione si era sollevata contro Corrado di Urslingen, ma la questione fu poi gestita da altri due legati. Bernardo fu probabilmente richiamato a Roma
Nel febbraio del 1199, Bernardo era a Milano, nuovamente nelle vesti di legato, ma la durata e lo scopo della sua missione non sono noti.
Al termine del suo incarico si ritirò a Roma, dove morì nel 1204.